# Cissus coccinea
Cissus coccinea é uma espécie de planta do gênero Cissus e da família Vitaceae. 

## Taxonomia
A espécie foi descrita em 1887 por Carl Friedrich Philipp von Martius. 
O seguinte sinônimo já foi catalogado:  
- Vitis coccinea  Baker

## Forma de vida
É uma espécie terrícola e trepadeira. 

## Descrição
| Caule                                       | Caule                                                                |
| ------------------------------------------- | -------------------------------------------------------------------- |
| forma e superfície                          | cilíndrico                                                           |
| indumento dos ramo vegetativo e reprodutivo | com tricoma não ramificado e não glandular/tricoma glandular ausente |
| gavinha                                     | dividida em padrão dicotômico muitas vezes/com escama                |
| Folha                                       |                                                                      |
| padrão                                      | pinada/bipinada                                                      |
| pecíolo                                     | canaliculado peciólulo canaliculado                                  |
| divisão do limbo                            | inteiro                                                              |
| forma da lâmina                             | elíptica/ovada                                                       |
| base da lâmina                              | arredondada/cuneada                                                  |
| ápice da lâmina                             | acuminado/agudo/arredondado                                          |
| Inflorescência                              |                                                                      |
| tipo                                        | umbeliforme                                                          |
| indumento do pedúnculo                      | pubérulo/seríceo                                                     |
| Flor                                        |                                                                      |
| indumento do pedicelo                       | glabro                                                               |
| forma do botão-floral                       | fusiforme                                                            |
| corola                                      | vermelha                                                             |
| disco nectarífero                           | côncavo                                                              |
| Fruto                                       |                                                                      |
| tipo                                        | baga                                                                 |
| forma                                       | piriforme                                                            |
| Semente                                     |                                                                      |
| forma                                       | sub turbinada                                                        |
| lateralmente                                | achatada                                                             |

## Conservação
A espécie faz parte da Lista Vermelha das espécies ameaçadas do estado do Espírito Santo, no sudeste do Brasil. A lista foi publicada em 13 de junho de 2005 por intermédio do decreto estadual nº 1.499-R. 

## Distribuição
A espécie é encontrada nos estados brasileiros de Espírito Santo, Minas Gerais e Rio de Janeiro. 
Em termos ecológicos, é encontrada no domínio fitogeográfico de Mata Atlântica, em regiões com vegetação de floresta estacional semidecidual e floresta ombrófila pluvial.